# Oreodytes snoqualmie
Oreodytes snoqualmie är en skalbaggsart som först beskrevs av Hatch 1933.  Oreodytes snoqualmie ingår i släktet Oreodytes och familjen dykare. Inga underarter finns listade i Catalogue of Life.